# Heinrich Maria Ledig-Rowohlt-Stiftung
Die Heinrich Maria Ledig-Rowohlt-Stiftung ist eine Stiftung zur Förderung deutschsprachiger Übersetzer. Sie vergibt seit 1992 den Heinrich Maria Ledig-Rowohlt-Preis, seit 1995 den Jane Scatcherd-Preis und seit 1998 den Paul Scheerbart-Preis.

## Geschichte
Die Heinrich Maria Ledig-Rowohlt-Stiftung wurde im Jahr 1992, dem Todesjahr des Verlegers Heinrich Maria Ledig-Rowohlt, von dessen Ehefrau Jane Ledig-Rowohlt (geborene Scatcherd) gegründet. Das Stiftungskapital entstammt dem Verkauf eines mehr als vier Meter breiten Gemäldes von Wolf Vostell mit dem Titel You are Leaving the American Sector aus dem Jahr 1964, das bis 1994 im Foyer des Rowohlt Verlags hing, und einer Spende der Witwe. In der Satzung heißt es: „Es war der Wunsch des Verlegers Heinrich Maria Ledig-Rowohlt, die oft unterschätzte Arbeit der Übersetzer literarischer Werke mit einem jährlichen Förderpreis zu unterstützen.“ Dem Vorstand der in Hamburg beheimateten Stiftung gehörten als Vorsitzender Michael Naumann, der damalige Geschäftsführer des Rowohlt Verlags, sowie der Rechtsanwalt Hans-Jürgen P. Groth und der Verleger Nikolaus Hansen an.
Seit März 2021 besteht der Vorstand aus der Rowohlt-Verlegerin Nicola Bartels, dem Ullstein-Verleger Karsten Kredel, und als Vorsitzende wurde Ulrike Teschke, Geschäftsführerin des Tagesspiegels, gewählt. Nikolaus Hansen, der Ende 2020 aus dem Vorstand ausgeschieden war, wurde vom neuen Vorstand zum Ehrenvorsitzenden der Stiftung ernannt.
Seit 1992 wird von der Stiftung der Heinrich Maria Ledig-Rowohlt-Preis vergeben, der jedes Jahr im Rahmen der Frankfurter Buchmesse überreicht wird. 1995 folgte zusätzlich der Jane Scatcherd-Preis (benannt nach Ledig-Rowohlts Witwe), 1998 der Paul Scheerbart-Preis (benannt nach dem Schriftsteller Paul Scheerbart). Die erste Jury wurde noch von Ledig-Rowohlt selbst bestimmt. Ihr gehörten neben Naumann Helmut Frielinghaus, Hans Georg Heepe und Dieter E. Zimmer an. Im Jahr 2014 führt Hansen den Vorsitz der Jury, der die Übersetzerin Susanne Höbel, die Verlegerin Antje Kunstmann und der Rowohlt-Cheflektor Thomas Überhoff angehören. Der Heinrich Maria Ledig-Rowohlt-Preis ist mit 15.000 Euro dotiert, der Jane Scatcherd-Preis mit 10.000 Euro und der Paul Scheerbart-Preis mit 5.000 Euro. Ausgezeichnet werden jeweils „herausragende Leistungen auf dem Gebiet der literarischen Übersetzung“.
Neben den Preisen fördert die Stiftung auch auf anderem Wege die Tätigkeit deutschsprachiger Literaturübersetzer. So unterstützt die Stiftung das Ledig House im amerikanischen Bundesstaat New York und den Verein Freundeskreis zur internationalen Förderung literarischer und wissenschaftlicher Übersetzungen.

## Preisträger

### Jane Scatcherd-Preis
- 1995: Berthold Zilly
- 1996: Uli Aumüller
- 1997: Walter Boehlich
- 1998: Verena Reichel
- 1999: Doris Kilias
- 2000: Hinrich Schmidt-Henkel
- 2001: Renate Schmidgall
- 2002: Terézia Mora
- 2003: Peter Urban
- 2004: Jürgen Dormagen
- 2005: Dagmar Ploetz
- 2006: Joachim Röhm
- 2007: Maja Pflug
- 2008: Mirjam Pressler
- 2009: Monika Motsch
- 2010: Christian Hansen
- 2011: Anne Birkenhauer
- 2012: Willi Zurbrüggen
- 2013: Alexander Nitzberg
- 2014: Paul Berf
- 2015: Moshe Kahn
- 2016: Kristof Magnusson
- 2017: Grete Osterwald
- 2018: Gabriele Leupold
- 2019: Ursel Allenstein
- 2020: Claudia Steinitz
- 2021: Andreas Tretner
- 2024: Verena von Koskull

### Paul Scheerbart-Preis
- 1998: Karin Graf und Joachim Sartorius
- 1999: Manfred Peter Hein
- 2000: Herbert Schuldt
- 2001: Martin von Koppenfels
- 2007: Hanns Grössel
- 2008: Gunhild Kübler
- 2009: Alissa Walser
- 2010: Jürgen Brôcan
- 2011: Helmut Frielinghaus
- 2012: Eva Hesse
- 2013: Jan Wagner
- 2014: Stefan Weidner
- 2015: Rainer G. Schmidt
- 2016: Christoph Ferber
- 2017: Wiebke Meier
- 2018: Kurt Steinmann
- 2019: Eduard Klopfenstein
- 2020: Simon Werle
- 2021: Manfred Pfister
- 2024: Olga Radetzkaja